# Microdon tarsalis
Microdon tarsalis är en tvåvingeart som beskrevs av Herve-bazin 1913. Microdon tarsalis ingår i släktet myrblomflugor, och familjen blomflugor.
Artens utbredningsområde är Kongo. Inga underarter finns listade i Catalogue of Life.